# Adesmus clathratus
Adesmus clathratus es una especie de escarabajo longicornio del género Adesmus, categorizada en la tribu Hemilophini, de la subfamilia Lamiinae. Fue descrita por Gistel en 1848.

## Descripción
Mide 7-11 mm de longitud.

## Distribución
Se distribuye por Argentina, Brasil y Paraguay.